# Lijst van voetbalinterlands Mali - Oeganda
Deze lijst van voetbalinterlands is een overzicht van alle officiële voetbalwedstrijden tussen de nationale teams van Mali en Oeganda. De Afrikaanse landen speelden tot op heden zes keer tegen elkaar. De eerste ontmoeting, een wedstrijd tijdens de Afrikaanse Spelen 1965, werd gespeeld op 21 juli 1965 in Brazzaville (Congo-Brazzaville). Het laatste duel, een vriendschappelijke wedstrijd, vond plaats op 13 oktober 2023 in Bamako.

## Wedstrijden
| № | Plaats      | Datum            | Competitie                           | Wedstrijd      | Uitslag |
| - | ----------- | ---------------- | ------------------------------------ | -------------- | ------- |
| 1 | Brazzaville | 21 juli 1965     | Afrikaanse Spelen 1965               | Mali − Oeganda | 5 − 1   |
| 2 | Gisenyi     | 19 januari 2016  | African Championship of Nations 2016 | Mali − Oeganda | 2 − 2   |
| 3 | Oyem        | 25 januari 2017  | Afrika Cup 2017                      | Oeganda − Mali | 1 − 1   |
| 4 | Entebbe     | 6 september 2021 | WK 2022 kwalificatie                 | Oeganda − Mali | 0 − 0   |
| 5 | Agadir      | 14 november 2021 | WK 2022 kwalificatie                 | Mali − Oeganda | 1 − 0   |
| 6 | Bamako      | 13 oktober 2023  | Vriendschappelijk                    | Mali − Oeganda | 1 − 0   |

## Samenvatting
| Competitie                      | Totaal gespeeld | Winst Mali | Gelijk | Winst Oeganda | Doelsaldo Mali – Oeganda |
| ------------------------------- | --------------- | ---------- | ------ | ------------- | ------------------------ |
| WK-kwalificatie                 | 2               | 1          | 1      | 0             | 1 − 0                    |
| Afrika Cup                      | 1               | 0          | 1      | 0             | 1 − 1                    |
| African Championship of Nations | 1               | 0          | 1      | 0             | 2 − 2                    |
| Afrikaanse Spelen               | 1               | 1          | 0      | 0             | 5 − 1                    |
| Vriendschappelijk               | 1               | 1          | 0      | 0             | 1 − 0                    |
| Totaal                          | 6               | 3          | 3      | 0             | 10 − 4                   |

## Details

### Derde ontmoeting
| Afrika Cup 2017 (Oyem, Gabon, 25 januari 2017): |              | |
| Oeganda | 1 – 1        | Mali |
| Farouk Miya 70' | goals        | 73' Yves Bissouma |
| Milutin Sredojević | bondscoach   | Alain Giresse |
| Robert Odongkara Joseph Ochaya Murshid Jjuko Denis Iguma Godfrey Walusimbi Geoffrey Kizito Khalid Aucho 90' Luwagga Kizito 78' Hassan Wasswa Moses Oloya 60' Farouk Miya | opstellingen | Oumar Sissoko Hamari Traoré Molla Wague Mahamadou N'Diaye Ousmane Coulibaly 54' Lassana Coulibaly Yacouba Sylla Moussa Doumbia Yves Bissouma Mamoutou N'Diaye 78' Moussa Marega |
| Tony Mawejje 60' Geoffrey Massa 78' Michael Azira 90' | wissels      | 54' Kalifa Coulibaly 78' Mustapha Yatabaré |
| Murshid Jjuko 43' Robert Odongkara 78' | gele kaarten | |

FMF · A-internationals · Bondscoaches · Malinees vrouwenelftal · Olympisch elftal
1960 – 1969 · 
1970 – 1979 · 
1980 – 1989 · 
1990 – 1999 · 
2000 – 2009 · 
2010 – 2019 · 
2020 – 2029
OS 2004
1962 · 
1963 · 
1964 · 
1965 · 
1966 · 
1967 · 
1968 · 
1969 · 
1970 · 
1971 · 
1972 · 
1973 · 
1974 · 
1975 · 
1976 · 
1977 · 
1978 · 
1979 · 
1980 · 
1981 · 
1982 · 
1983 · 
1984 · 
1985 · 
1986 · 
1987 · 
1988 · 
1989 · 
1990 · 
1991 · 
1992 · 
1993 · 
1994 · 
1995 · 
1996 · 
1997 · 
1998 · 
1999 · 
2000 · 
2001 · 
2002 · 
2003 · 
2004 · 
2005 · 
2006 · 
2007 · 
2008 · 
2009 · 
2010 · 
2011 · 
2012 · 
2013 · 
2014 ·
2015 ·
2016 ·
2017 ·
2018 ·
2019 ·
2020 ·
2021 ·
2022 ·
2023 ·
2024
Algerije · 
Angola · 
Benin · 
Botswana · 
Burkina Faso ·
Burundi · 
Centraal-Afrikaanse Republiek ·
China · 
Comoren ·
Congo-Brazzaville · 
Congo-Kinshasa · 
DDR · 
Egypte · 
Equatoriaal-Guinea · 
Eritrea · 
Ethiopië ·
Gabon · 
Gambia · 
Ghana · 
Guinee · 
Guinee-Bissau · 
Iran · 
Ivoorkust · 
Japan ·
Kaapverdië · 
Kameroen · 
Kenia · 
Koeweit · 
Kroatië ·
Liberia · 
Libië · 
Litouwen · 
Madagaskar · 
Malawi · 
Marokko ·
Mauritanië ·
Mozambique ·
Namibië ·
Niger ·
Nigeria ·
Noord-Korea ·
Oeganda ·
Oman ·
Qatar ·
Rwanda ·
Saoedi-Arabië ·
Senegal ·
Seychellen ·
Sierra Leone ·
Soedan ·
Swaziland ·
Togo ·
Tsjaad ·
Tunesië ·
Zambia ·
Zimbabwe ·
Zuid-Afrika ·
Zuid-Korea ·
Zuid-Soedan
FUFA · 
A-internationals · 
Oegandees vrouwenelftal
Algerije ·
Angola ·
Bahrein ·
Benin ·
Botswana ·
Burkina Faso ·
Burundi ·
Centraal-Afrikaanse Republiek ·
Comoren ·
Congo-Brazzaville ·
Congo-Kinshasa ·
Djibouti ·
Ecuador ·
Egypte ·
Eritrea ·
Ethiopië ·
Gabon ·
Gambia ·
Ghana ·
Guinee ·
Guinee-Bissau ·
IJsland ·
Irak ·
Iran ·
Ivoorkust ·
Jemen ·
Kaapverdië ·
Kameroen ·
Kenia ·
Koeweit ·
Lesotho ·
Libanon ·
Liberia ·
Libië ·
Madagaskar ·
Malawi ·
Mali ·
Marokko ·
Mauritanië ·
Mauritius ·
Moldavië ·
Mozambique ·
Namibië ·
Niger ·
Nigeria ·
Oezbekistan ·
Rwanda ·
Saoedi-Arabië ·
Sao Tomé en Principe ·
Senegal ·
Seychellen ·
Slowakije · 
Soedan ·
Somalië ·
Tadzjikistan ·
Tanzania ·
Togo ·
Tsjaad ·
Tunesië ·
Turkmenistan ·
Zambia ·
Zimbabwe ·
Zuid-Afrika ·
Zuid-Soedan